# Seznam iranskih politikov
Seznam iranskih politikov.
Vsebina
A  · B  · C  · Č  · D  · E  · F  · G  · H  · I  · J  · K  · L  · M  · N  · O  · P  · Q  · R  · S  · Š  · T  · U  · V  · W  · X  · Y  · Z  · Ž

## A
- Mohammad Abbasi
- Mohammad-Mehdi Abdekhodaei
- Mohammad-Hassan Aboutorabi Fard
- Mohammad Hossein Adeli
- Aga Khan (več) Sadruddin Aga Khan
- Mohammad Saeed Ahadian
- Ahmad Ahmadi
- Ali Akbar Ahmadian
- Mahmud Ahmadinedžad
- Mohammad Hosein Airom
- Zohreh Akhyani
- Mohamad Ali Ajazi (ajatola)
- Asadollah Alam
- Nuredin Alamuti
- Mahmud Alavi
- Mohammad Aliabadi
- Muhammad Javad Haj Ali Akbari
- Ibrahim Alizade
- Mohammad Javad Ameri
- Ali Amini
- Elham Aminzadeh (ž)
- Hosein Amirabdolahjdžan (Hossein Amir-Abdollahian)
- Hossein-Ali Amiri
- Jamshid Amouzegar (1923-2016)
- Jahangir Amouzegar
- Majid Ansari
- Alireza Arafi
- Abas Aragči
- Mohammad Reza Aref
- Abbas Araghchi
- Mohammad Ardakani
- Ali Ashfari
- Asdolah Asgar-Oladi
- Ebrahim Asgharzadeh
- Hesamoldin Ašna
- Hassan Ayat
- Gholam Reza Azhari

## B
- Hamid-Reza Haji Babaee
- Asadollah Badamchian
- Ali-Asghar Badi'zadegan
- Mohammad-Taqi Bahjat Foumani
- Mohammad Bagher Ghalibaf (Mohammad Baqer Qalibaf)
- Mohammad Bagher Nobakht

- Ali Bagheri Kani
- Mahmoud Bahmani
- Mohammad Džavad Bahonar
- Mohammad-Reza Bahonar
- Mohammad Bahrami
- Shapour Bahtiar /Bakhtiar
- Teymour Bakhtiar /Bahtiar
- Soraya Esfandiary Bahtiari
- Abulhassan Banisadr (Bani-Sadr)
- Abdolali Bazargan
- Mehdi Bazargan
- Mehrdad Bazrpash
- Mohammad Hossein Beheshti (ajatola)
- Hossein Borujerdi
- Hashem Hosseini Bushehri
- Sar Lashgar Buzarjomehri

## D
- Ali Akbar Davar
- Parviz Davoodi
- Abbas Duzduzani
- Said Džalili
- Ali Džanati
- Dzadola Džavani

## E
- Širin Ebadi (pravnica)
- Masoumeh Ebtekar (ž)
- Manouchehr Eghbal
- Hassan Emami (1903-81)
- Iraj Eskandari
- Soleiman Eskandari
- Asadollah Nasr Esfahani

## F
- Hossein Fardoust
- Hossein Fatemi
- Ghaffar Farzadi
- Mohammad Ali Foroughi (Zoka-ol-Molk)
- Mohammad-Taqi Bahjat Foumani

## G
- Mohammad Bagher Ghalibaf
- Hassan Ghafourifard
- Abbas Gharabaghi
- Rostam Ghasemi
- Abdul Rahman Ghassemlou
- Ahmad Ghavam os-Saltaneh
- Amir-Hossein Ghazizadeh Hashemi
- Mohammad Mohammadi Golpayegani

## H
- Hassan Habibi (= H. Habil?)
- Mohammad Nabi Habibi
- Gholam-Ali Haddad-Adel
- Azam Haji-Abbasi
- Mohammad Hanifnejad
- Ebrahim Hakimi  (1869-1959)
- Hossein Noori Hamedani
- Saed Ali Hamnei (ajatola, vrhovni vodja)
- Kamal Harazi
- Elias Hazrati
- Amir-Hossein Ghazizadeh Hashemi
- Ali Akbar Hashemi Rafsandžani (1934-2017) (ajatola)
- Mohammad Hashemi Rafsandžani
- Mahmoud Hashemi Shahroudi (1948-2018) (ajatola)
- Ahmad Hatami (ajatola)
- Mohamed (Mohammad) Hatami (ajatola)
- Mohammad-Reza Hatami
- Abdolhossein Hazhir
- Mansoor Hekmat
- Reza Hekmat
- Abdonnaser Hemmati
- Mustafa Hijri
- Ahmad Hoda?
- Ruholah (Musavi) Homeini (ajatola, imam)
- Ahmad Homeini (1946-1995)
- Mahmoud Hosravi-Vafa
- Mohammad Hosseini
- Amir Abbas Hoveida (1919-79)

## J
- Saeed Jalili (Džalili?)
- Amanullah Jahanbani
- Eshaq Jahangiri Kouhshahi
- Ahmad Jannati Ahmad Jannati (ajatola?)
- Ali Jannati =Ali Džanati
- Fatemeh Javadi (Džavadi)
- Mezbah Jazdi (ajatola)
- Mohammad Yazdi
- Mohamad Taki Mesbah Jazoi (ajatola)

## K
- Issa Kakoui
- Isa Kalantari
- Mohamad Kalibat
- Hossein Kamali
- Naser Kanani
- Hossein Kanani Moghaddam
- Mohamad Karami
- Gholamhossein Karbaschi
- Mehdi Karroubi/Mehdi Karubi
- Rostam Kasemi
- Emam Kašani (ajatola)
- Sayyed Abol-Ghasem Mostafavi-Kashani
- Mostafa Kavakebian
- Masoud Keshmiri
- Hojjati Kermani (ajatola)
- Mohammad-Ali Movahedi Kermani (ajatola)
- Kamal Kharazi
- Ensieh Khazali (ž)
- Hossein Vahid Khorasani
- Nour Addin Kianouri
- Mirza Kuchik Khan

## L
- Asadollah Lajevardi
- Mohammad Fazel Lankarani
- Ali Laridžani (Ali Ardeshir Larijani)
- Sadeq Laridžani (Amoli Larijani)

## M
- Mohammad-Reza Mahdavi Kani (ajatola) (1931-2014)
- Sadegh Mahsouli
- Hassan-Ali Mansour Ali Kan Mansur (1886-1974)
- Azar Mansouri
- Esfandiar Rahim Mashaei
- Mohammadsadeh Maserrat
- Tahmasb Mazaheri
- Zahra Merrikhi Ahangarkala'i
- Ali Meškini (ajatola)
- Mohsen Mirdamadi
- Mostafa Mir-Salim
- Ahmed Modai
- Hassan Modarres
- Nasser Moghaddam
- Mohammad-Javad Mohammadizadeh
- Mustafa Pur Mohamadi
- Amir Mohebbian
- Saeid Mohsen
- Gholam-Hossein Mohseni-Eje'i
- Abdulla Mohtadi
- Ali Akbar Mohtashamipur
- Maryam Mojtahedzadeh (ž)
- Mohammad Mokhber
- Morteza Mokhtadaj (ajatola)
- Shahindokht Molaverdi (ž)
- Hussein-Ali Montazeri (veliki ajatola)
- Saeed Mortazavi
- Mohammad Mosadek
- Ali Motahari
- Morteza Motahari 1919-79 (ajatola)
- Šahid Motahari?
- Abdolkarim Moussavi-Ardabili (ajatola)
- Mohammad Mousavi Khoeiniha
- Mir Hossein Musavi/Mousavi

## N
- Behzad Nabavi
- Mohammad-Ali Najafi
- Mohammad Reza Naqdi
- Nematollah Nassiri
- Ali Akbar Nategh-Nouri
- Mohsen Nourbakhsh
- Abdulah Nuri/Abdollah Nuri
- Fadl Allah Nuri

## P
- Mohamed Reza Pahlavi
- Hassan Pakravan
- Habibollah Peyman
- Masoud Pezeshkian /Masud Pezeškjan
- Ja'far Pishevari
- Mostafa Pourmohammadi

## Q
- Ahmad Shah Qajar
- Ahmad Qavam (os-Saltaneh)

## R
- Mohammed Ali Radžaj Mohammad Ali Režaj (Mohammad-Ali Rajai) (ajatola)
- Maryam Radžavi
- Massud Radžavi
- Mohammad Reza Rahimi
- Abdul-Reza Rahmani Fazli
- Mohammad-Reza Rahchamani
- Ebrahim Raisi Sayyed Ebrahim Rais al-Sadati (1960-2024)
- Ebrahim Raisolsadati
- Hamid Rasai
- Haj Ali Razmara
- Ahmad Rezaei
- Mohsen Rezaee (Režaj?)
- Abdollah Riazi
- Hasan Rohani (ajatola)
- Abdolhossein Rouhalamini

## S
- Fazlollah Sadr
- Abulhassan Banisadr (Bani-Sadr)
- Hosein Salami?
- Yousef Saanei
- Mohammad Sa'ed (1881-1973)
- Javad Saeed
- Ali Saeedlou
- Ali Said
- Kamal Sajjadi
- Ali Salajegheh
- Ali Akbar Salehi
- Reza Salehi Amiri
- Lotfollah Safi Golpaygani
- Abdol Hossein Sardari
- Kazem Seddiqi/Sedighi (ajatola)
- Valiollah Seif
- Hossein Ali Shahriari
- Ali Shakouri-Rad
- Jafar Sharif-Emami
- Ebrahim Sheibani
- Abdolreza Sheykholeslami
- Naser Makarem Shirazi
- Navid Shomali
- Ali Soheili
- Nasrin Soltankhah (ž)
- Ali Soufi
- Kasam Sulejmani?
- Avetis Sultan-Zade

## Š
- Jafar Šarif-Emami
- Mahmoud Hashemi Shahroudi
- Ali Shamkhani / Ali Šamhani
- Sayed Mohammad Shirazi

## T
- Seyyed Zia'eddin Tabatabaee
- Mohammad Reza Tabesh
- Zohreh Tabibzadeh-Nouri (ž)
- Amir Taheri
- Džalalol-Din Taheri (ajatola)
- Amir Abdollah Tahmasebi
- Reza Talaei-Nik
- Mahmoud Taleghani/Talekani (ajatola) 1911-79
- Hassan Taqizadeh/Hassan Taqizadeh (1878-1970)
- Teymour Tash
- Ahmad Tavakkoli
- Mohammad Tavasoli
- Ali Abbaspour Tehrani-Fard
- Hasan Toufanian

## V
- Ahmad Vahidi
- Mehdi Vakilpour
- Ali Akbar Velayati

## Y
- Mohammad Yazdi
- Taqi Yazdi (1935-2021)

## Z
- Fazlollah Zahedi/Fazlollah Zahedi
- Mohammad Mehdi Zahedi
- Alireza Zakani
- Mousa Shubairi Zanjani
- Seyed Ahmad Zanjani
- Mohammad Džavad Zarif
- Mojtaba Zonnour